# Goya (Boháč)
Goya je opera o dvou dějstvích českého skladatele Josefa Boháče na vlastní libreto na námět filmu Drahoslava Makovičky Buřič Jejího Veličenstva (1967) podle románu Goya oder der arge Weg der Erkenntnis Liona Feuchtwangera. Premiéru měla 30. září 1978 ve Státním divadle Ostrava.

## Vznik, historie a charakteristika
Goya je jediná celovečerní opera skladatele Josefa Boháče. Předcházely jí komická aktovka Námluvy z roku 1967 a televizní opera Oči (opera), premiérovaná roku 1974 (Josef Boháč byl v letech 1970–1979 ředitelem hudebního vysílání Československé televize). Námětem se stal populární historický román Liona Feuchtwangera, jehož hlavním tématem je vztah tvůrčího umělce (malíře Francisca Goyi) k moci (španělskému královskému dvoru). Ta je v románu i v opeře představována jako zkostnatělá, libující si ve vyprázdněných obřadech a choreografovaných slavnostech (dvorské plesy), hloupé (v postavě krále) i vychytrale manipulující (v postavě královny) a neštítící se násilí, ať už vystavovaného na odiv k zastrašení veřejnosti (mnišské sbory – rekviem – ohlašující autodafé na začátku i konci opery), nebo tajného a soukromého (otrávení Cayetany z Alby). Hrdina opery, i když je sám přes své neprozřetelné činy mocnými využíván a chráněn, nakonec řeší svou tvůrčí nesvobodu emigrací do svobodné sousední země.
Skladatel si upravil libreto sám, jevištně velmi účinně, a zajistil tak příležitosti k uplatnění hudby: jsou zde sbory a tance, titulní hrdina má tři velké monology s rozrůzněným výrazem a navíc velký milostný duet s Cayetanou, výrazná je rovněž árie jeho hlavní protihráčky, královny Marie Luisy. Španělský kolorit se projevuje zejména v tancích, ale například také v prosté písni prodavačky ryb Pepy Todó; obřadná hudba spojená s královským dvorem, mnichy a inkvizicí vytváří atmosféru podobnou Verdiho Donu Carlosovi. I když se Boháč ve svém díle neuzavíral soudobým trendům, v této opeře klade důraz na srozumitelnost a jasnost sdělení. Vychází z tzv. rozšířené tonality a navazuje zejména na tvorbu Dmitirje Šostakoviče a Sergene Prokofjeva. Inspirací k opeře byla skladateli i jeho manželka, významná sopranistka Marie Boháčová, která také ztvárnila roli vévodkyně z Alby na gramofonové nahrávce opery.
Již roku 1979 vydalo hudební nakladatelství Panton Boháčova Goyu na dvojici gramofonových LP desek. Brzy po ostravském divadle ho navíc nastudovala i další divadla, Jihočeské divadlo v Českých Budějovicích (premiéra 5. dubna 1980) a Státní divadlo Zdeňka Nejedlého v Ústí nad Labem (premiéra 9. dubna 1982).
Goyova tvorba byla inspirací i pro jiné světové hudební skladatele. Nejznámějším z hudebních děl na náměty Goyových obrazů je klavírní suita „Goyescas“ španělského skladatele Enriqua Granadose z roku 1915. Operu inspirovanou Goyovými kresbami napsal též Michael Nyman (Facing Goya, 2000), existuje též opera Goya švédského skladatele Daniela Börtze, jež měla premiéru v Göteborgu roku 2009, nebo i stejnojmenná „techno-opera“ Lomeho Altmana z roku 2013, mezinárodně nejznámější je opera Goya italsko-amerického skladatele Giana Carla Menottiho z roku 1986, napsaná pro Plácida Dominga v titulní roli.

## Osoby a první obsazení

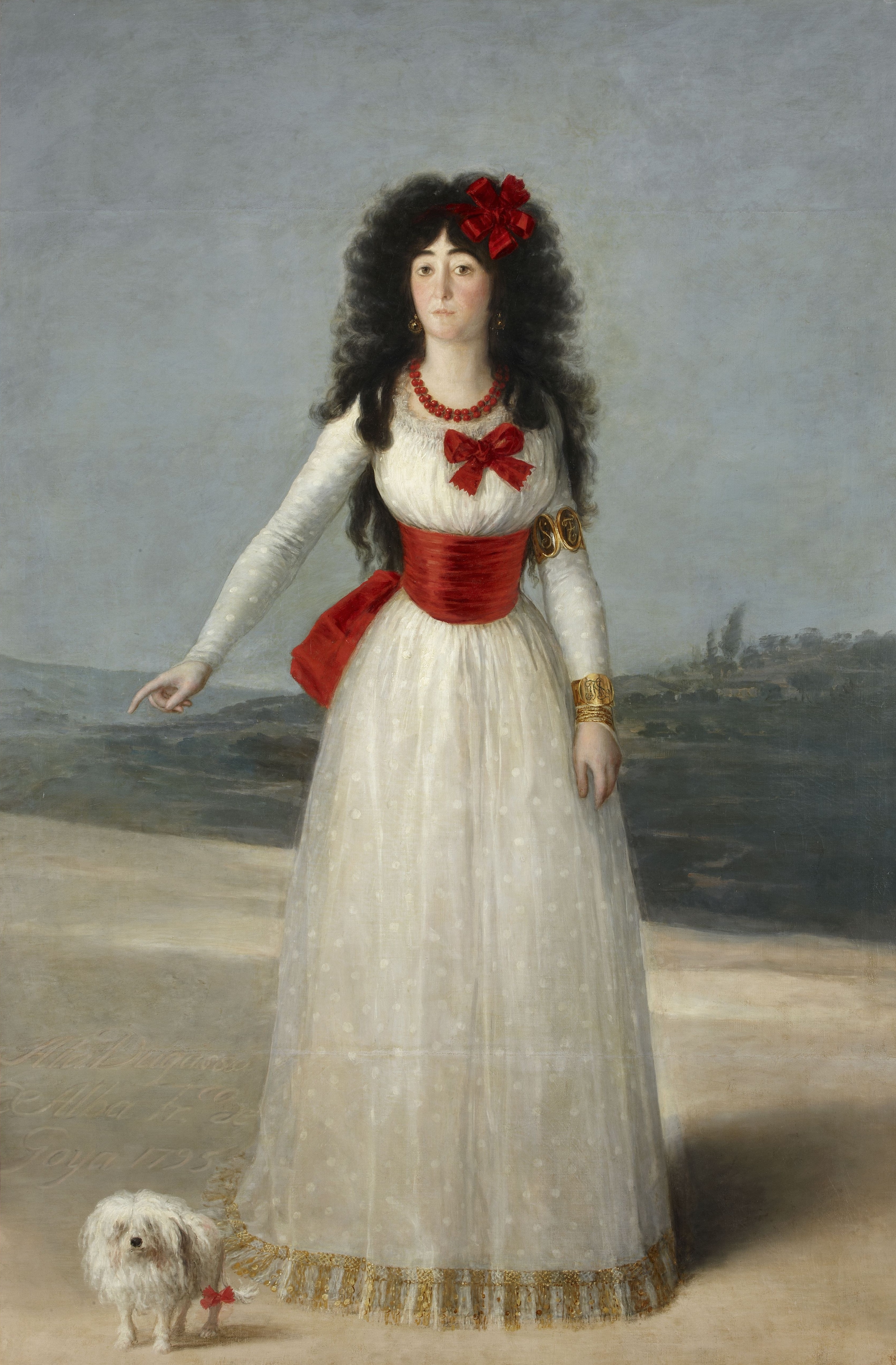
Francisco Goya, Vévodkyně z Alby (1795)

| osoba                        | hlasový obor         | premiéra (30. září 1978) |
| ---------------------------- | -------------------- | ------------------------ |
| Goya, malíř                  | baryton              | Čeněk Mlčák              |
| Josefa, jeho žena            | mezzosoprán (soprán) | Drahomíra Drobková       |
| Cayetana z Alby              | soprán               | Eva Kinclová             |
| Conchita, služebná           | soprán               | Věra Nováková            |
| Král                         | tenor                | Jaroslav Hlubek          |
| Královna                     | alt                  | Alena Havlicová          |
| Inkvizitor                   | bas                  | Jan Kyzlink              |
| Manuel Godoy, ministr        | tenor                | Michael Kozelský         |
| Komoří                       | tenor                | Lubomír Procházka        |
| Pepa Tudó                    | soprán               | Miluše Ostatnická        |
| Esteve, pomocník Goyův       | baryton              | Jiří Paderta             |
| Ceremoniář                   | mluvená role         | Ivo Malíř                |
| Notář                        | baryton              | Vladimír Mach            |
| Dirigent: Jiří Pinkas        |                      |                          |
| Režie: Ilja Hylas            |                      |                          |
| Scéna: František Skřípek     |                      |                          |
| Kostýmy: Petr Diviš          |                      |                          |
| Choreografie: Albert Janíček |                      |                          |

## Děj opery

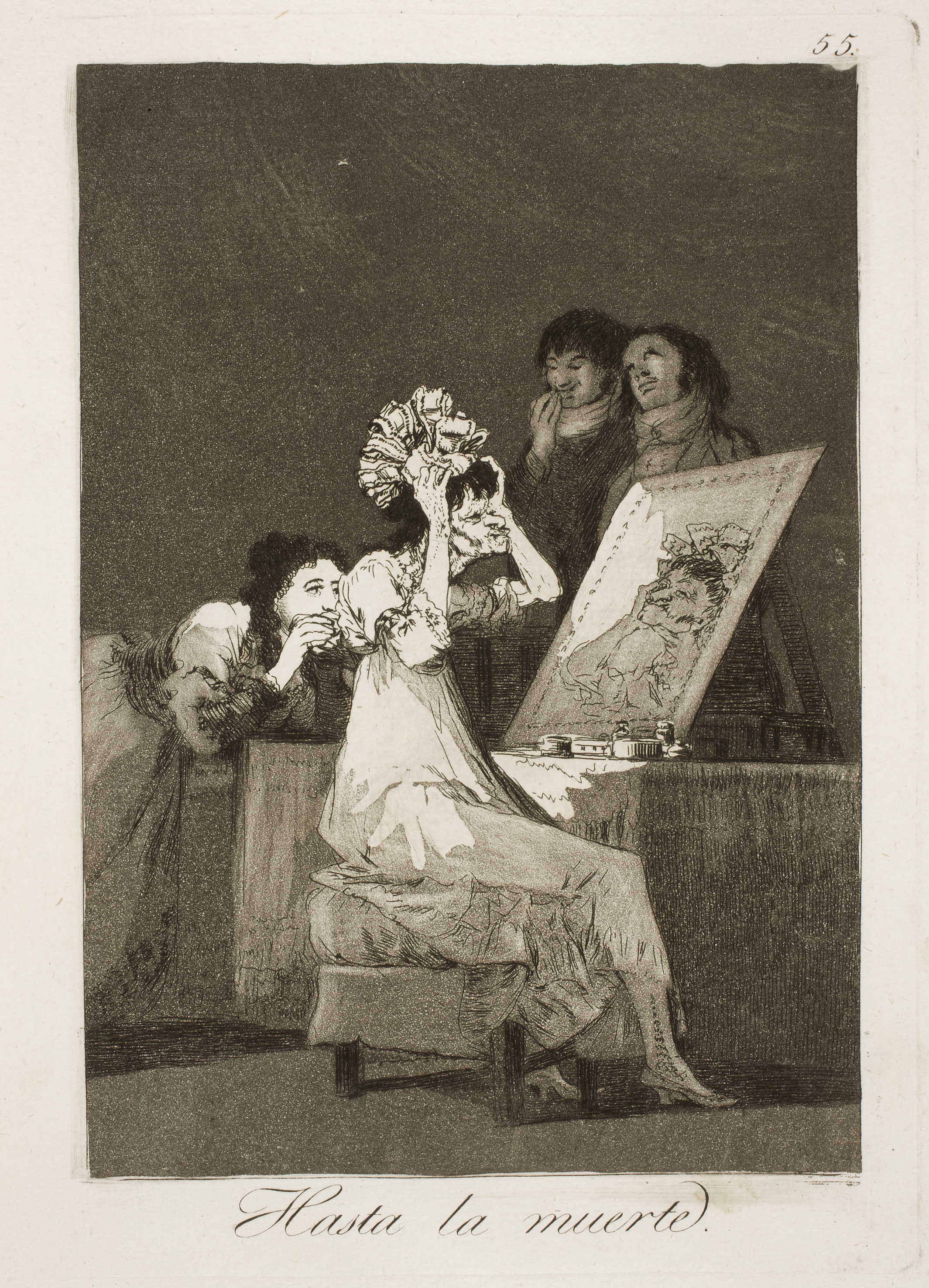
Goya, Capricho Nr. 55: Hasta la muerte

Goya je obdivovaným dvorním malířem španělského královského páru, nanicovatého Karla IV. a jeho inteligentní i vášnivé manželky Marie Luisy. Ale upjatá a strnulá atmosféra u dvora Goyu dusí. Jedním z jeho nápadů, jak vnést do obřadných královských slavností trochu života, je uvést ke dvoru prodavačku ryb Pepu Todó, která barvitě popisuje svou živnost. Přitom se však malíř poprvé setká s krásnou Cayetanou, vévodkyní z Alby. Ta je plna obdivu ke Goyovu dílu a k mužnému malíři jako takovému. Svádí jej a nakonec se Goyovi nabídne jako model k aktu. Okouzlený Goya přijímá.
Avšak zvěst o tomto skandálním záměru se donese až k velkému inkvizitorovi, jemuž jsou Goyovy tolerované výstřelky trnem v oku. Sdělí to královně Marii Luise, která sama cítí ke Goyovi potlačovanou touhu. Zmocní se jí prudká žárlivost na mladou a půvabnou vévodkyni a po delším přemítání ji dá otrávit.
Goya je tragédií otřesen. Chce se královně a celému dvoru pomstít svým uměním, a proto tvoří cyklus grafických listů Los Caprichos (Rozmary), v němž nelítostně ukazuje duševní prázdnotu dvořanů. Neucouvne ani před krutou karikaturou královny, kterou zobrazí jako stařenu hledící do zrcadla a tážící se „Jak dlouho ještě?“ Pobouření, které jimi vyvolá, by mohlo stát Goyu život, ale královna si uchová chladnou hlavu a nenechá z Goyi udělat mučedníka. Obrátí situaci tím, že veřejně prohlásí jeho karikatury za velmi zábavný žert, a dvořané jsou nuceni je obdivovat. Marie Luisa ho dokonce jmenuje vrchním pořadatelem dvorských zábav. Goya vidí, že z něj dělají šaška; dává nablýskanému španělskému dvoru vale a odchází do Francie, „do země, kde svoboda už vzkvétá pro lepší život všech“.

## Instrumentace
Tři flétny, dva hoboje, tři klarinety, tři fagoty, čtyři lesní rohy, tři trubky, tři pozouny, tuba, tympány, bicí souprava, klavír, smyčcové nástroje (housle, violy, violoncella, kontrabasy).

## Nahrávky
- 1978 (nahrávka Československého rozhlasu, vydal na LP Panton 1116 2661-62) Zpívají: (Goya) René Tuček, (Josefa) Marcela Machotková, (Cayetana z Alby) Marta Boháčová, (Conchita) Helena Tattermuschová, (král) Zdeněk Jankovský, (královna) Naděžda Kniplová, (inkvizitor) Dalibor Jedlička, (Godoy) Miroslav Frydlewicz, (komoří) Alfréd Hampel / Josef Čáp, (Pepa Tudó) Ivana Klíčníková, (Esteve) Rudolf Jedlička, (notář) Jiří Joran, (ceremoniář) Soběslav Sejk. Pěvecký sbor a symfonický orchestr československého rozhlasu v Praze řídí Miloš Konvalinka.[9]